# Elattoneura nihari
Elattoneura nihari är en trollsländeart som beskrevs av Tridib Ranjan Mitra 1995. Elattoneura nihari ingår i släktet Elattoneura och familjen Protoneuridae. IUCN kategoriserar arten globalt som otillräckligt studerad. Inga underarter finns listade i Catalogue of Life.